# Tarlisu

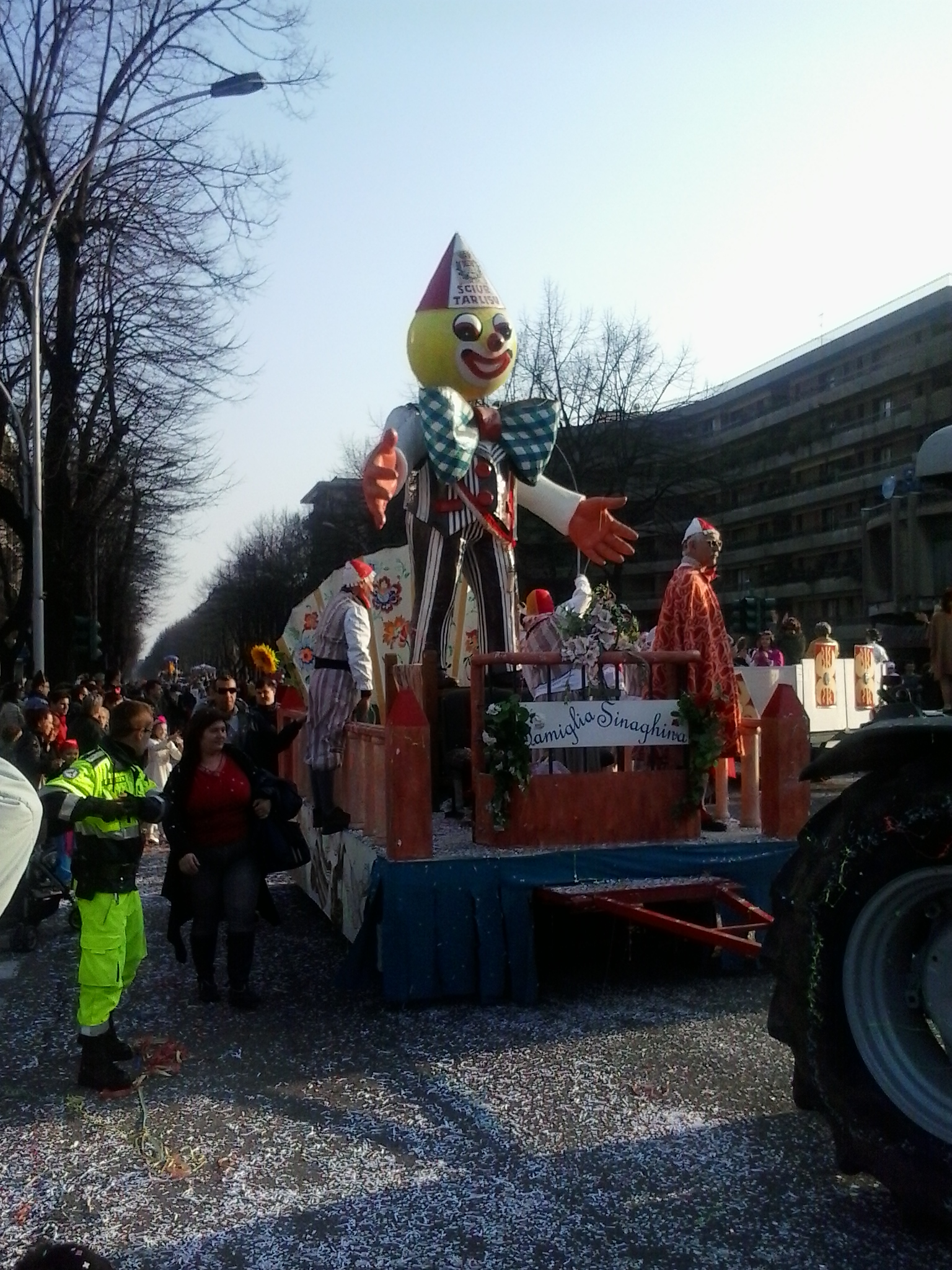
Il Tarlisu durante la sfilata dei carri del carnevale bustocco del 2014

Il Tarlisu (traliccio) è, assieme alla Bumbasina, una delle maschere tipiche della città di Busto Arsizio dal 1983.

## Storia
L'ideatore delle maschere moderne è stato Giovanni Sacconago, il patron del carnevale bustocco, scomparso nel 2013. La maschera del Tarlisu, tuttavia, era stata già utilizzata ed eletta maschera bustocca nel 1949, preferita alle maschere del Rebilì (che richiamava il carrettiere bustocco che, per tre giorni, si proclamò re della città nel 1814) e Ul Bundanza.

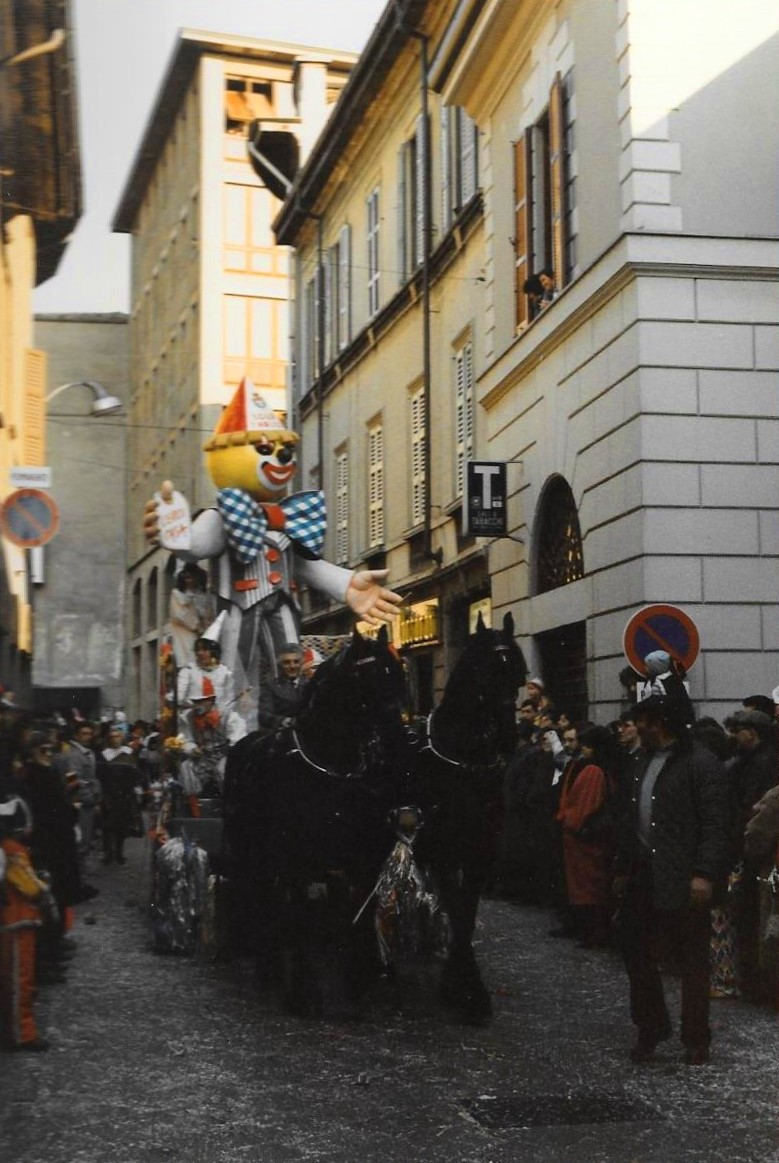
Il Tarlisu nella sfilata del 1988

La maschera prende il nome da un tipo di tessuto inventato dai bustocchi probabilmente agli inizi dell'800 (o anche prima) e usato come fodera dei materassi. Tale tessuto ebbe un notevole successo e venne esportato in tutto il mondo insieme alla bombasina (tela per fare lenzuola), grazie soprattutto all'opera dal pioniere bustese dell'esportazione cotoniera italiana, Enrico dell'Acqua.
Nel 2018, in occasione dei 35 anni della maschera, è stato emesso uno speciale annullo postale dedicato al carnevale bustese, ritraente il Tarlisu e la Bumbasina.